# Ancistrus eustictus
Az Ancistrus eustictus a sugarasúszójú halak (Actinopterygii) osztályának harcsaalakúak (Siluriformes) rendjébe, ezen belül a tepsifejűharcsa-félék (Loricariidae) családjába tartozó faj.

## Előfordulása
Az Ancistrus eustictus Dél-Amerikában fordul elő. A kolumbiai Baudó-folyómedence felső szakaszán található meg ez az algaevő harcsa.

## Megjelenése
Ez a tepsifejűharcsafaj legfeljebb 18 centiméter hosszú.

## Életmódja
A trópusokon levő hegyvidéki édesvizeket kedveli. A víz fenekén él és keresi meg a táplálékát.